# Clinias de Tarento
Clinias de Tarento fue un filósofo pitagórico de la Antigua Grecia contemporáneo de su amigo Platón. Según Jámblico, aplazaba toda reprimenda y castigo hasta que su espíritu se sosegaba. Jámblico también relata que ayudó a Proro de Cirene, otro seguidor de Pitágoras, cuando supo que este tenía en peligro toda su hacienda, arriesgando la suya propia. Escribió en Heraclea. Diógenes Laercio recoge la noticia dada por Aristóxeno de que contribuyó, junto con Amiclas, a evitar la pretensión de Platón de quemar los escritos de Demócrito que había logrado recoger, argumentando que  aquellos libros estaban ya en manos de muchos.